# Ponte do Rio Uraricoera
A Ponte do Rio Uraricoera (oficialmente Ponte Sebastião Diniz) é um trecho da BR-174 que atravessa o referido curso hídrico no estado brasileiro de Roraima. Ligando os municípios de Amajari e Boa Vista, a ponte é feita em concreto tendo aproximados 500 metros de extensão.
Num contexto macro, a obra representa um elemento fundamental na Ligação das Américas (BR-174), unindo o Brasil à Venezuela e ao Caribe, estando localizada no Km 584,2 do trecho roraimense dessa estrada.

## Homenagem
A ponte teve o nome definido pela Lei nº 12.072, de 29 de outubro de 2009, sancionada pelo então Vice-Presidente da República José Alencar Gomes da Silva, num projeto do senador Mozarildo Cavalcanti. A Lei é uma homenagem ao cidadão Sebastião Diniz que, em 1893, abriu 815 quilômetros da primeira picada ligando a então Boa Vista do Rio Branco a Manaus; esta via tornar-se-ia, mais tarde, a atual BR-174.